# Campionato nordamericano maschile under 21 di pallavolo 2018
Il Campionato nordamericano maschile under 21 di pallavolo 2018 si è svolto dal 25 agosto al 2 settembre 2018 a L'Avana, a Cuba: al torneo hanno partecipato otto squadre nazionali Under-21 nordamericane e la vittoria finale è andata per la sesta volta a Cuba.

## Impianti
|                                                                |  |  |
|                                                                |  |  |
| Ciudad Deportiva Città: L'Avana Capienza: - Anno d'apertura: - |  |  |

## Regolamento

### Formula
Le squadre hanno disputato una prima fase a gironi con formula del girone all'italiana; al termine della prima fase:
- Le prime tre classificate di ogni girone hanno acceduto alla fase finale per il primo posto, strutturata in quarti di finale, a cui hanno partecipato solo le seconde e le terze classificate, semifinali, finale per il terzo posto e finale.
- Le quarte classificate di ogni girone e le due eliminate ai quarti di finale della fase finale per il primo posto hanno acceduto alla fase finale per il quinto posto, strutturata in semifinale, finale per il settimo posto e finale per il quinto posto.

### Criteri di classifica
Se il risultato finale è stato di 3-0 sono stati assegnati 5 punti alla squadra vincente e 0 a quella sconfitta, se il risultato finale è stato di 3-1 sono stati assegnati 4 punti alla squadra vincente e 1 a quella sconfitta, se il risultato finale è stato di 3-2 sono stati assegnati 3 punti alla squadra vincente e 2 a quella sconfitta.
L'ordine del posizionamento in classifica è stato definito in base a:
- Numero di partite vinte;
- Punti;
- Ratio dei set vinti/persi;
- Ratio dei punti realizzati/subiti;
- Risultati degli scontri diretti.

## Squadre partecipanti
| Squadra         | Qualificazione      | Ultima partecipazione |
| --------------- | ------------------- | --------------------- |
| Barbados        | -                   | Canada 2016           |
| Canada          | -                   | Canada 2016           |
| Cuba            | Paese organizzatore | Canada 2016           |
| Guatemala       | -                   | Canada 2016           |
| Haiti           | -                   | ?                     |
| Nicaragua       | -                   | El Salvador 2014      |
| Rep. Dominicana | -                   | Canada 2010           |
| Stati Uniti     | -                   | Canada 2016           |

## Torneo

### Fase a gironi
| Girone A        | Girone B    |
| --------------- | ----------- |
| Barbados        | Canada      |
| Cuba            | Haiti       |
| Rep. Dominicana | Nicaragua   |
| Guatemala       | Stati Uniti |

#### Girone A

##### Risultati
| 27 agosto 2018 Ciudad Deportiva, L'Avana Durata: 1h:09 - Spettatori: 150 | Cuba            | 3 - 0 | Guatemala       | 25-17, 25-18, 25-13        |
| 27 agosto 2018 Ciudad Deportiva, L'Avana Durata: 0h:50 - Spettatori: 300 | Barbados        | 0 - 3 | Rep. Dominicana | 21-25, 21-25, 18-25        |
| 28 agosto 2018 Ciudad Deportiva, L'Avana Durata: 1h:14 - Spettatori: 200 | Rep. Dominicana | 3 - 0 | Guatemala       | 25-23, 25-19, 25-22        |
| 28 agosto 2018 Ciudad Deportiva, L'Avana Durata: 1h:08 - Spettatori: 200 | Cuba            | 3 - 0 | Barbados        | 25-13, 25-17, 25-11        |
| 29 agosto 2018 Ciudad Deportiva, L'Avana Durata: 1h:35 - Spettatori: 200 | Guatemala       | 1 - 3 | Barbados        | 27-29, 25-19, 23-25, 17-25 |
| 29 agosto 2018 Ciudad Deportiva, L'Avana Durata: 1h:19 - Spettatori: 400 | Cuba            | 3 - 0 | Rep. Dominicana | 26-24, 25-18, 25-17        |

##### Classifica
| Pos | Squadra         | Pt | G | V | P | SV | SP | Ratio | PF  | PS  | Ratio |
| --- | --------------- | -- | - | - | - | -- | -- | ----- | --- | --- | ----- |
| 1   | Cuba            | 15 | 3 | 3 | 0 | 9  | 0  | MAX   | 226 | 148 | 1.527 |
| 2   | Rep. Dominicana | 10 | 3 | 2 | 1 | 6  | 3  | 2.000 | 209 | 200 | 1.045 |
| 3   | Barbados        | 4  | 3 | 1 | 2 | 3  | 7  | 0.429 | 199 | 242 | 0.822 |
| 4   | Guatemala       | 1  | 3 | 0 | 3 | 1  | 9  | 0.111 | 204 | 248 | 0.823 |

#### Girone B

##### Risultati
| 27 agosto 2018 Ciudad Deportiva, L'Avana Durata: 1h:12 - Spettatori: 150 | Canada      | 3 - 0 | Haiti       | 25-14, 25-17, 25-18        |
| 27 agosto 2018 Ciudad Deportiva, L'Avana Durata: 1h:25 - Spettatori: 300 | Stati Uniti | 3 - 0 | Nicaragua   | 25-23, 25-15, 25-15        |
| 28 agosto 2018 Ciudad Deportiva, L'Avana Durata: 0h:46 - Spettatori: 200 | Canada      | 3 - 0 | Nicaragua   | 25-16, 25-20, 25-15        |
| 28 agosto 2018 Ciudad Deportiva, L'Avana Durata: 0h:44 - Spettatori: 400 | Stati Uniti | 3 - 0 | Haiti       | 25-20, 25-18, 25-17        |
| 29 agosto 2018 Ciudad Deportiva, L'Avana Durata: 1h:31 - Spettatori: 150 | Nicaragua   | 3 - 1 | Haiti       | 25-17, 17-25, 25-20, 25-13 |
| 29 agosto 2018 Ciudad Deportiva, L'Avana Durata: 2h:13 - Spettatori: 200 | Canada      | 1 - 3 | Stati Uniti | 14-25, 25-23, 23-25, 24-26 |

##### Classifica
| Pos | Squadra     | Pt | G | V | P | SV | SP | Ratio | PF  | PS  | Ratio |
| --- | ----------- | -- | - | - | - | -- | -- | ----- | --- | --- | ----- |
| 1   | Stati Uniti | 14 | 3 | 3 | 0 | 9  | 1  | 9.000 | 249 | 194 | 1.284 |
| 2   | Canada      | 11 | 3 | 2 | 1 | 7  | 3  | 2.333 | 236 | 199 | 1.186 |
| 3   | Nicaragua   | 4  | 3 | 1 | 2 | 3  | 7  | 0.429 | 196 | 225 | 0.871 |
| 4   | Haiti       | 1  | 3 | 0 | 3 | 1  | 9  | 0.111 | 179 | 242 | 0.740 |

### Fase finale

#### Finali 1º e 3º posto
|  | Quarti          | Quarti          |             |             | Semifinali         | Semifinali         |  |  | Finale 1º/2º posto | Finale 1º/2º posto |
|  |                 |                 |             |             |                    |                    |  |  |                    |                    |
|  |                 |                 |             |             |                    |                    |  |  |                    |                    |
|  |                 |                 |             |             |                    |                    |  |  |                    |                    |
|  | -               | -               |             |             |                    |                    |  |  |                    |                    |
|  | -               | -               |             |             |                    |                    |  |  |                    |                    |
|  | -               | -               |             |             |                    |                    |  |  |                    |                    |
|  | -               | -               | Cuba        | 3           |                    |                    |  |  |                    |                    |
|  |                 |                 | Cuba        | 3           |                    |                    |  |  |                    |                    |
|  |                 | Canada          | 1           |             |                    |                    |  |  |                    |                    |
|  | Rep. Dominicana | Canada          | 1           | 3           |                    |                    |  |  |                    |                    |
|  | Rep. Dominicana |                 |             | 3           |                    |                    |  |  |                    |                    |
|  | Nicaragua       | 0               |             |             |                    |                    |  |  |                    |                    |
|  | Nicaragua       | 0               | Cuba        | 3           |                    |                    |  |  |                    |                    |
|  |                 |                 | Cuba        | 3           |                    |                    |  |  |                    |                    |
|  |                 | Rep. Dominicana | 0           |             |                    |                    |  |  |                    |                    |
|  | -               | Rep. Dominicana | 0           | -           |                    |                    |  |  |                    |                    |
|  | -               |                 |             | -           |                    |                    |  |  |                    |                    |
|  | -               | -               |             |             |                    |                    |  |  |                    |                    |
|  | -               | -               | Stati Uniti | 1           | Finale 3º/4º posto | Finale 3º/4º posto |  |  |                    |                    |
|  |                 |                 | Stati Uniti | 1           | Finale 3º/4º posto | Finale 3º/4º posto |  |  |                    |                    |
|  |                 | Rep. Dominicana | 3           |             |                    |                    |  |  |                    |                    |
|  | Canada          | Rep. Dominicana | 3           | 3           | Canada             | 3                  |  |  |                    |                    |
|  | Canada          |                 |             | 3           | Canada             | 3                  |  |  |                    |                    |
|  | Barbados        | 0               |             | Stati Uniti | 1                  |                    |  |  |                    |                    |
|  | Barbados        | 0               |             |             | 1                  |                    |  |  |                    |                    |
|  |                 |                 |             |             |                    |                    |  |  |                    |                    |
|  |                 |                 |             |             |                    |                    |  |  |                    |                    |

##### Quarti di finale
| 30 agosto 2018 Ciudad Deportiva, L'Avana Durata: 1h:14 - Spettatori: 300 | Rep. Dominicana | 3 - 0 | Nicaragua | 25-23, 25-19, 25-17 |
| 30 agosto 2018 Ciudad Deportiva, L'Avana Durata: 1h:01 - Spettatori: 100 | Canada          | 3 - 0 | Barbados  | 25-13, 25-14, 25-20 |

##### Semifinali
| 31 agosto 2018 Ciudad Deportiva, L'Avana Durata: 1h:54 - Spettatori: 400 | Cuba        | 3 - 1 | Canada          | 21-25, 25-21, 25-18, 25-18 |
| 31 agosto 2018 Ciudad Deportiva, L'Avana Durata: 1h:57 - Spettatori: 400 | Stati Uniti | 1 - 3 | Rep. Dominicana | 25-21, 23-25, 24-26, 18-25 |

##### Finale 3º posto
| 1º settembre 2018 Ciudad Deportiva, L'Avana Durata: 2h:21 - Spettatori: 300 | Canada | 3 - 1 | Stati Uniti | 25-22, 25-23, 25-27, 25-17 |

##### Finale
| 1º settembre 2018 Ciudad Deportiva, L'Avana Durata: 1h:11 - Spettatori: 1 000 | Cuba | 3 - 0 | Rep. Dominicana | 25-16, 25-15, 25-20 |

#### Finali 5º e 7º posto
|  | semifinali | semifinali | semifinali |       |           | finale 5º posto | finale 5º posto | finale 5º posto |  |
|  |            |            |            |       |           |                 |                 |                 |  |
|  | Guatemala  | Guatemala  | 3          |       |           |                 |                 |                 |  |
|  | Guatemala  | Guatemala  | 3          |       |           |                 |                 |                 |  |
|  | Nicaragua  | Nicaragua  | 0          |       |           |                 |                 |                 |  |
|  | Nicaragua  | Nicaragua  | 0          |       | Guatemala | Guatemala       | 3               |                 |  |
|  |            |            |            |       | Guatemala | Guatemala       | 3               |                 |  |
|  |            |            | Haiti      | Haiti | 0         |                 |                 |                 |  |
|  | Haiti      | Haiti      | Haiti      | Haiti | 0         | 3               |                 |                 |  |
|  | Haiti      | Haiti      |            |       |           | 3               |                 |                 |  |
|  | Barbados   | Barbados   | 0          |       |           | finale 7º posto | finale 7º posto | finale 7º posto |  |
|  | Barbados   | Barbados   | 0          |       |           |                 |                 |                 |  |
|  |            |            |            |       |           |                 |                 |                 |  |
|  |            |            |            |       |           | Nicaragua       | Nicaragua       | 3               |  |
|  |            |            |            |       |           | Nicaragua       | Nicaragua       | 3               |  |
|  |            |            |            |       |           | Barbados        | Barbados        | 0               |  |

##### Semifinali
| 31 agosto 2018 Ciudad Deportiva, L'Avana Durata: 1h:07 - Spettatori: 100 | Guatemala | 3 - 0 | Nicaragua | 25-22, 25-21, 25-16               |
| 31 agosto 2018 Ciudad Deportiva, L'Avana Durata: 1h:59 - Spettatori: 100 | Haiti     | 3 - 2 | Barbados  | 14-25, 25-23, 18-25, 31-29, 15-10 |

##### Finale 7º posto
| 1º settembre 2018 Ciudad Deportiva, L'Avana Durata: 1h:09 - Spettatori: 100 | Nicaragua | 3 - 0 | Barbados | 25-18, 25-23, 25-14 |

##### Finale 5º posto
| 1º settembre 2018 Ciudad Deportiva, L'Avana Durata: 1h:09 - Spettatori: 150 | Guatemala | 3 - 0 | Haiti | 25-16, 25-16, 25-19 |

## Classifica finale
| Pos     | Squadra         | Rosa |
| ------- | --------------- | --- |
| Oro     | Cuba            | Formazione: 1 Gutiérrez, 2 Thondike, 4 Baseiro, 5 Charles, 6 Arrechea, 8 Gómez, 9 Pelayo, 12 Cárdenas, 13 Romero, 15 Brunet, 16 Andreu, 21 Altunaga, CT: Cruz        |
| Argento | Rep. Dominicana | Formazione: 2 Valdéz, 3 Almonte, 5 Muñoz, 7 Gervacio, 8 Villar, 9 Capellan, 10 Reynoso, 12 González, 13 Jiménez, 14 Ferreira, 15 Méndez, 17 Pérez, CT: Mañón         |
| Bronzo  | Canada          | Formazione: 2 Neaves, 3 Dowhaniuk, 5 Lange, 6 Elser, 8 Lui, 10 Hofer, 11 McCarthy, 12 Nsakanda, 13 Friesen, 14 Ketrzynski, 15 Liu, 20 St-Denis, CT: Bravo            |
| 4       | Stati Uniti     | Formazione: 2 Crisp, 3 Denton, 7 Jasper, 8 Joslyn, 10 Lamp, 11 Lewis, 12 Martin, 14 Olivier, 15 Peed, 16 Presho, 19 Reilly, 22 Kelly, CT: Carson                     |
| 5       | Guatemala       | Formazione: 1 Gamboa, 3 Paz, 4 Hoil, 5 Quiñonez, 6 Caballeros, 7 Maldonado, 8 Da. Ralón, 9 Zúñiga, 10 Di. Rálon, 11 Mejía, 12 Ismalej, 15 Hernández, CT: Castañeda   |
| 6       | Haiti           | Formazione: 1 Baptiste, 2 Gerard, 3 Denilson, 4 Rony, 5 Olando, 7 Kervens, 8 Bayol, 9 Ken, 11 Eliezer, 12 Audate, 13 Dumay, CT: Adolph                               |
| 7       | Nicaragua       | Formazione: 1 Zeledón, 2 Cuadra, 3 Baquedano, 4 Reyes, 5 Carcache, 6 Rostrán, 7 Nuñez, 8 Calero, 9 Cerda, 10 Sandoval, 11 Meynard, 12 B. Hernández, CT: O. Hernández |
| 8       | Barbados        | Formazione: 1 Taylor, 2 B. Callender, 4 C. Callender, 5 As. Oxley, 6 Nurse, 7 Morris, 9 Morris-Sealy, 10 Ak. Oxley, 12 Stoute, 16 Williams, CT: Stuart               |

|  | Qualificata al campionato mondiale 2019 |

## Premi individuali
| Premio                | Nome             | Squadra         |
| --------------------- | ---------------- | --------------- |
| MVP                   | José Romero      | Cuba            |
| Miglior realizzatore  | Bayron Valdéz    | Rep. Dominicana |
| Miglior servizio      | Jaylen Jasper    | Stati Uniti     |
| Miglior difesa        | Jordan Carcache  | Nicaragua       |
| Miglior ricevitore    | Erick Villar     | Rep. Dominicana |
| Miglior palleggiatore | Blake Crisp      | Stati Uniti     |
| Miglior opposto       | José Romero      | Cuba            |
| Miglior schiacciatore | Julio Cárdenas   | Cuba            |
| Miglior schiacciatore | Bayron Valdéz    | Rep. Dominicana |
| Miglior centrale      | Akeil Williams   | Barbados        |
| Miglior centrale      | Fynnian McCarthy | Canada          |
| Miglior libero        | Erick Villar     | Rep. Dominicana |